# Amor Fati Productions
Amor Fati Productions ist ein Musiklabel aus Essen. Es ist nach den Spielarten des klassischen Extreme Metals ausgerichtet.

## Interpreten
- Acathexis
- Aerdryk
- Aiwīgaz Unðergangaz
- Akolyth
- Anti
- Arkhtinn
- Ars Hmu
- Astride a Serpent
- Auld Ridge
- Bašmu
- Bekëth Nexëhmü
- Belzazel
- Black Citadel
- Blasphemous Noise Torment
- Bræ
- Brånd
- Cage of Creation
- Cult of Erinyes
- Dauþuz
- Deathgate Arkanum
- Demstervold
- Desir de Mourir
- Det Eviga Leendet
- Dikasterion
- Doombringer
- Draug
- Dying Fullmoon
- Ehecatl
- Endlichkeit
- Essenz
- Estve
- Evilfeast
- Frozen Graves
- Funeral Altar
- Fustilarian
- Ghaisiuan
- Gnipahålan
- Goat Torment
- Hadopelagyal
- Hajduk
- Häxanu
- Häxenzijrkell
- Hermóðr
- Hwwauoch
- Imperial Cult
- Iniquitatem
- Insikt
- Kill
- Leviathan
- Lluvia
- Lubbert Das
- Lure
- LVTHN
- Mahr
- Midnight Odyssey
- Moloch
- Mosaic
- Múspellzheimr
- Muvitium
- Myling
- Mylingar
- Mystruin
- Nartvind
- Nattfärd
- Nawaharjan
- Necroblood
- Necropolissebeht
- Neitian
- Nocternity
- Nocturnal Triumph
- Nubivagant
- Oerheks
- Old Forest
- Omitir
- Order of Darkness
- Pénombre
- Pharmakeia
- Raksu
- Ringarë
- Saatkrähe
- Sad
- Sainte Marie des Loups
- Saqra’s Cult
- Satan’s Propaganda
- Satanize
- Serpents Lair
- Silver Knife
- Skare
- Starless Domain
- Sulpur
- Svartrit
- Tha-Norr
- The One
- The Third Eye Rapists
- Thorybos
- Trest
- Voidsphere